# Kompleks Gazowni i Wodociągów na Podgórzu
Kompleks Gazowni i Wodociągów na Podgórzu – dawny zespół budynków, urządzeń gazowni i wodociągów Podgórza. Zespół budynków znajduje się przy ulicy Poznańskiej 124/126.

## Historia
Zespół budynków należał do firmy Gazownia i Wodociągi (wcześniej: StGas- und Wasserwerk Podgorz), która dostarczała wodę i gaz do domów, a także gaz dla oświetlenia ulic w Podgórzu. Decyzja o budowie obiektów zapadła w 1903 roku. Budynek zaprojektowała firma Carl Franke z Bremy w 1904 roku. Gazownia wraz z siecią wodociągową wybudowano w 1908 roku. W skład kompleksu wchodziła gazownia oraz stacja pomp poruszanych przez silniki gazowe. Budynki zbudowano w stylu neogotyckim, z czerwonych cegieł. W 1910 roku gazownia zaczęła dostarczać wodę i gaz do miejscowości Piaski.
Do kompleksu należy również wieża ciśnień, budowana w latach 1903–1904. Podczas II wojny światowej została zniszczona najwyższa, zbiornikowa kondygnacja. Podczas odbudowy budynku po 1945 roku zamontowano nowy zbiornik o pojemności 175 m³.
Po podłączenia Podgórza do ogólnotoruńskiej sieci wodociągowej pod koniec lat 70. wodociągi zostały wyłączone. W 1982 roku w Pracowniach Konserwacji Zabytków sporządzono dokumentację zakładu. W 2002 roku budynki przejął prywatny inwestor, który planował urządzić w nich centrum kulturalno-gastronomiczne. Według stanu z 2018 roku budynki są nieużywane i popadają w ruinę.
Zespół budynków figuruje w gminnej ewidencji zabytków (nr 2398).

## Galeria

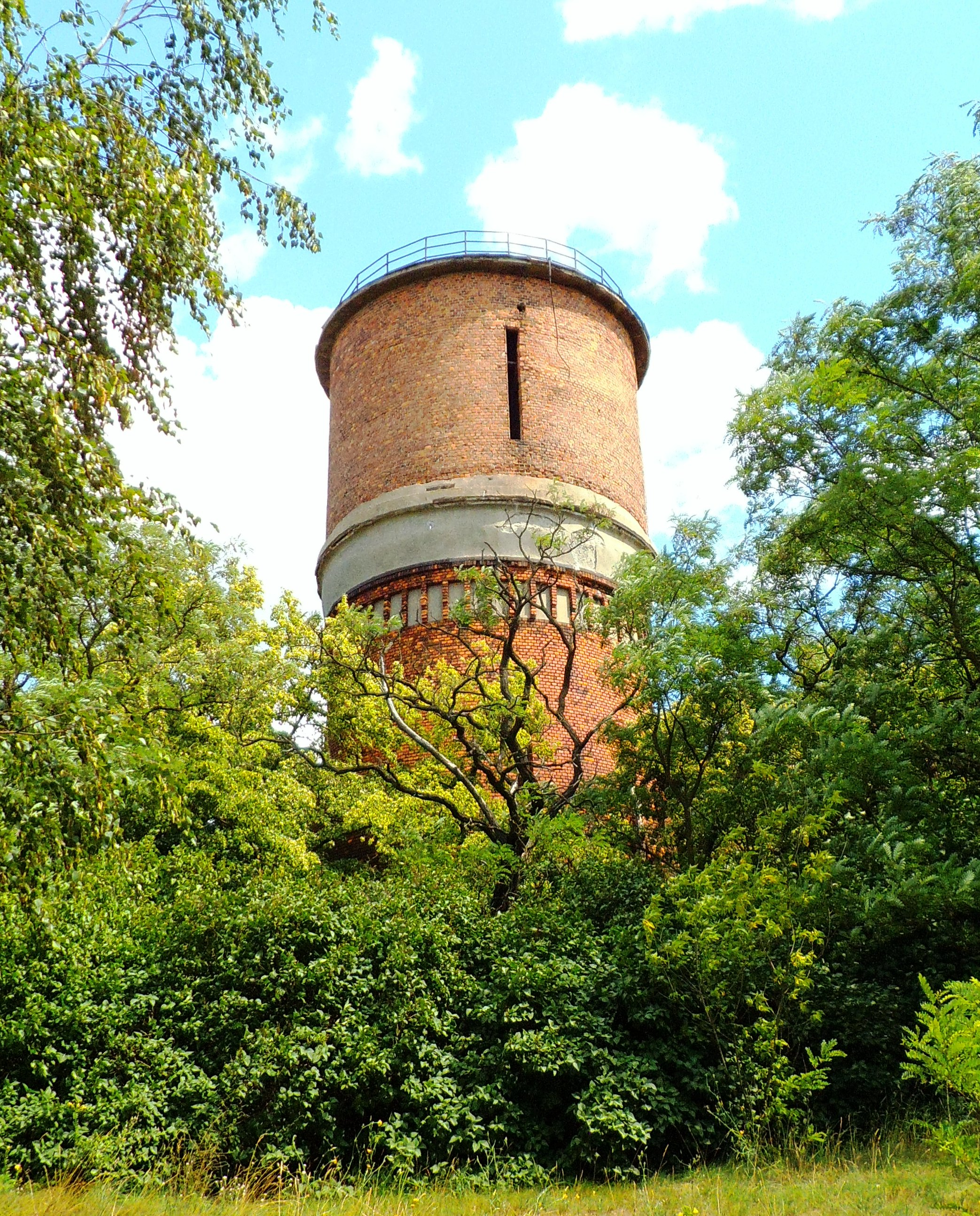
Wieża ciśnień
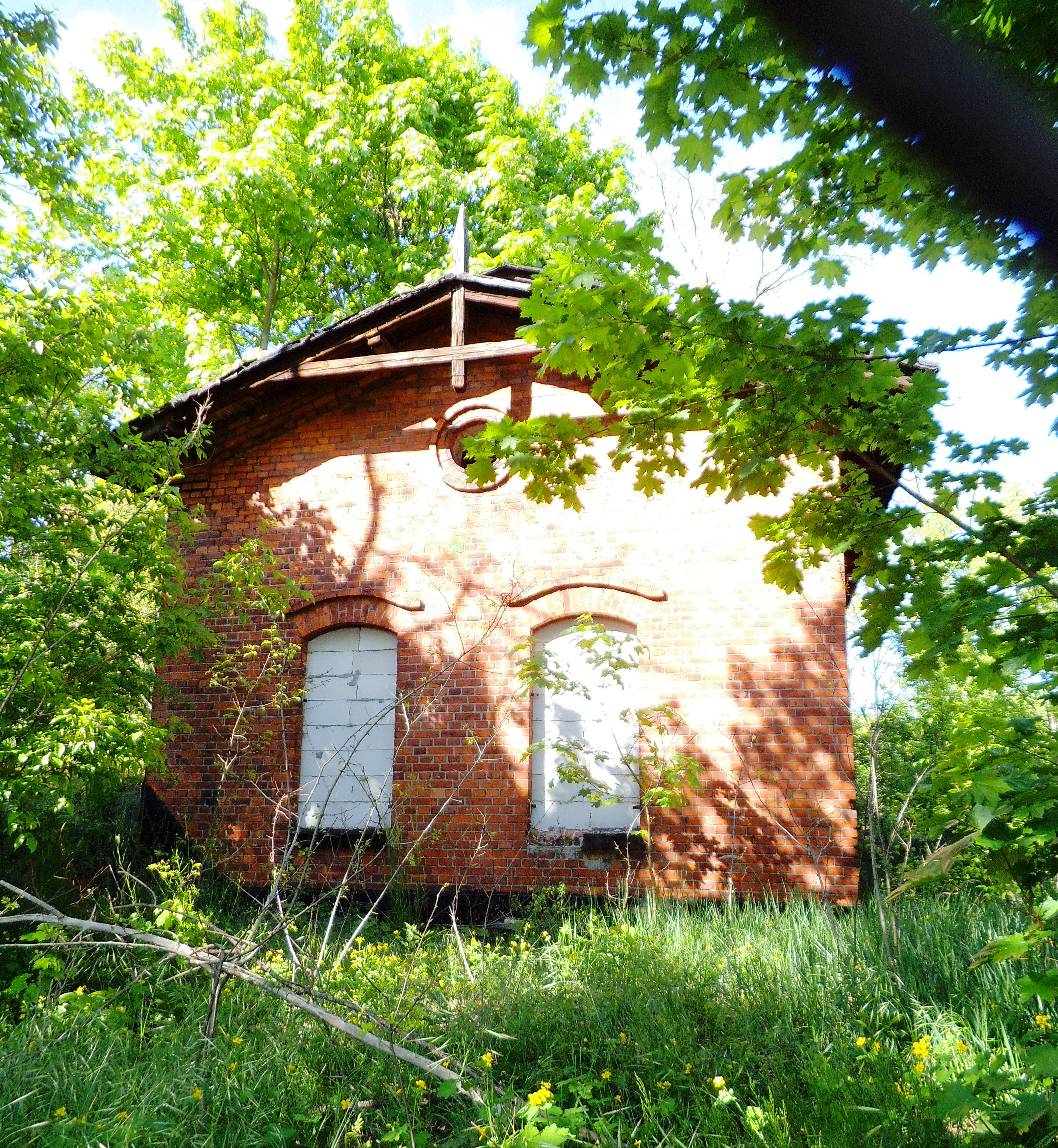
Budynek dawnej gazowni